# ダナオスの娘たち

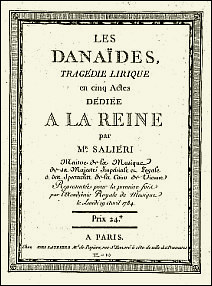
初版の楽譜の表紙

『ダナオスの娘たち』（ダナオスのむすめたち、フランス語:  Les Danaïdes ）は、アントニオ・サリエリが作曲した全5幕からなるフランス語のオペラで、トラジェディ・リリック（抒情悲劇）と銘打たれている。1784年 4月26日にパリ・オペラ座にて初演された。なお、『ダナイード』と表記されることもある。また、ダナオス（Danaüs）はフランス語ではダナユスと発音される。

## 概要

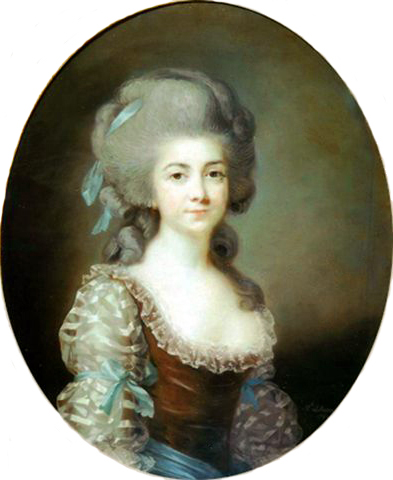
イペルムネストルを創唱したアントワネット・サン=テュベルティ

### 作曲の経緯
『エコーとナルシス』の初演のためにパリに戻っていたグルックはラニエーリ・デ・カルツァビージがギリシャ神話を基に制作したイタリア語の台本に感動し、オペラを制作しようと考えた。グルックは1781年春に『エコーとナルシス』の稽古中に発作を起こし、一時右半身が不自由になり、パリ再訪も本作の作曲も不可能と思われた。しかし、1781年8月に台本作家がオペラ座と折衝を始めてしまい、後に引けなくなってしまった。グルックは悪化した健康状態から、信頼するサリエリに作曲を任せようと考えたが、オペラ座サイドでは高名なグルックの作品であればこそ成功が確実視されるとの期待から、両者の複雑なやり取りに発展した。サリエリとしては、フランス語のオペラを作曲したこともなければ、パリを訪れたこともなかったため、パリのオペラ事情を熟知するグルックの助言なしには本作を完成させられるはずもなく、フランス語の朗唱法も音楽の着想もグルックから与えられたのだった。リブレットはカルツァビージが準備した台本をフランソワ=ルイ・ガン・ル・ブラン・デュ・ルレ（François-Louis Gand Le Bland Du Roullet）とジャン=バティスト=ルイ=テオドール・ド・チュディ（Jean-Baptiste-Louis-Théodore de Tschudi）によりフランス語に翻訳して完成した。

### 音楽的特徴

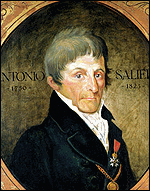
ナターレ・スキアヴォーニによるサリエリ

本作の特徴はイタリアのオペラ・セリアとフランスのトラジェディ・リリックの折衷にある。サリエリはこの難題を巧みに解決した。同様に、フランス語のテキストへの作曲も仕上げられている。サリエリは才能に恵まれ、同時代のどの作曲家よりも、ヨーロッパの様々な様式を同化する能力をもったサリエリの作風は、深遠と言うよりは優雅で、時にグルック、時にモーツァルトを思わせるものであった。また彼は、オペラ作品の性格によって驚くほど多様な書法を使い分けた。
水谷彰良によれば「本作はリュリに始まるフランス・オペラの伝統にグルックの様式を混合した作品で、スケールの大きな表現と格調高さ、悲劇的精神の横溢により『オーリードのイフィジェニー』、『トーリードのイフィジェニー』に続くトラジェディ・リリックの傑作となった。旋律の魅力では物足りなさも覚えるが、この作品ではアリアよりも緊張感あふれる朗唱とドラマティックな合唱に卓越した技量が示され、とりわけ第5幕のフィナーレ（第11場と最終場）の迫力に富む音楽は特筆に値する」ということである。
楠見千鶴子は「音楽を聴いてみてすぐに分かることは、サリエリはグルックの作曲法、ことに彼の大改革によるオペラ・セリアの影響は多大に受けているものの、音楽そのものは、根源的にはいかにもイタリア出身の作曲家らしい抒情性と、繊細で美しいメロディに溢れている」。さらに、「全編を通して生き生きとした合唱が要所で大きな役割を占め、レチタティーヴォが多用され、無駄な装飾がないなどグルックのオペラ改革が手本にされている。音楽による場面転換が鮮やかで、洗練された流麗な響きには飽きさせないものがあり、当時の聴衆にもてはやされたのも納得出来る」と評している。

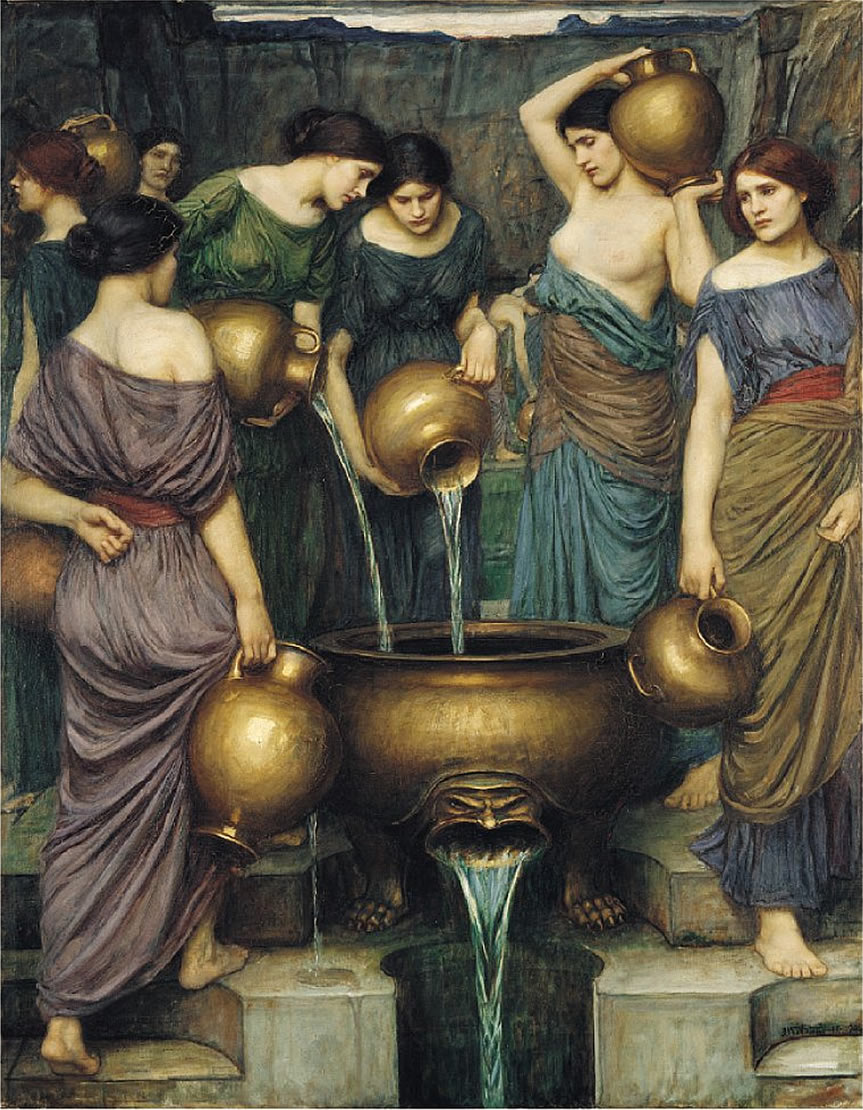
ウォーターハウス による『ダナオスの娘たち』

レズリィ・オーリィは「この作品でのオーケストラの劇的な使用法などを聴くと、サリエリはグルック以上ではないにしても、少なくともグルックと同一線上の水準に位置する作曲家であることが分かる。彼の声楽線はしなやかで感情表現が深く、劇的にも優れている」と評している。
ベルリオーズは自身の『回想録』の中で1821年にパリでの本作の上演を観た感想を次のように記述している「そこには華麗な光明があった。輝きわたる舞台、オーケストラと合唱の壮大な響きの一致、ブランシュ夫人の悲愴味をおびた演技とその見事な声、デリヴィスの崇高な荒々しさ、かつて私は父の蔵書の中にグルックの『オルフェオとエウリディーチェ』の断片を見つけて、自分なりに理想的なグルック風の曲を想像していた。ところが、サリエリはその特徴をみな模倣したようにイペルムネストルの歌を書いていることが分かった。それにスポンティーニが昔の同国人の楽譜の上に雷鳴のようなバッカナールと哀調をおびて官能的な舞踏の曲を書き加えている。私は無茶苦茶に混乱し、感激は途方もなく高まって、無我夢中の状態に落ち込んでしまった」と言う。

### 初演後
グルックとの共作と宣伝された初演には王妃マリー・アントワネットが臨席したが、大きな成功を収めた。皮肉なことに、二人の作曲家の共作と信じる批評家と聴衆は、グルックの弟子サリエリの役割を過小評価することで傑作と認めたのである。グルックはデュ・ルレに宛てた「本作の音楽はすべてサリエリが作曲したもので、自分はわずかなアドバイスをしたまでだ」と言う内容の手紙をグルックの声明文として『パリ新聞』に掲載させ、事実関係を明確にした。本作は1787年にはサンクトペテルブルク、1795年にはマンハイム、1805年にはコペンハーゲンで舞台にかけられた。1817年に再演された際には、4幕に改訂され、スポンティーニによってバレエ音楽が書き加えられた。

## 関連作品
- 『オラース家（英語版）』（1786年）
- 『タラール』（1787年）

## 楽器編成
- 木管楽器: フルート2、オーボエ2、クラリネット2、バスーン2
- 金管楽器: ホルン2、トランペット2、 トロンボーン3
- 打楽器: ティンパニ
- 弦五部 、チェンバロ

## 演奏時間
序曲5分、第1幕22分、第2幕23分、第3幕23分、第4幕17分、第5幕20分、合計約1時間55分

## 登場人物
| 人物名                                                   | 原語            | 声域     | 役                                                  | 1784年4月26日初演のキャスト 指揮者：不詳                                                                                   |
| -------------------------------------------------------- | --------------- | -------- | --------------------------------------------------- | --- |
| イペルムネストル                                         | Hypermnestre    | ソプラノ | ダナオスの長女 ヒュペルムネーストラーのこと         | アントワネット・サン=テュベルティ （Antoinette Saint-Huberty）                                                             |
| ダナユス                                                 | Danaüs          | バリトン | アルゴスの王ダナオス 50人の娘たち（ダナイデス）の父 | アンリ・ラリヴェー |
| ランセ                                                   | Lyncée          | テノール | アイギュプトスの息子 リュンケウスのこと             | エティエンヌ・レネ |
| ペラギュス                                               | Pélagus         | バス     | ダナオスの将校                                      | ジャン=ピエール・モロー （Jean-Pierre Moreau）                                                                             |
| プランシップ                                             | Plancippe       | ソプラノ | イペルムネストルの妹                                | － |
| 3人の将校                                                | Trois officiers | バリトン | －                                                  | デュフレニー（Dufresny ） ジェイ・ルソー （J.Rousseau） ルイ=クロード=アルマン・シャルダン （Louis-Claude-Armand Chardin） |
| 合唱：ダナオスの娘たち、エジプト人の息子たち、兵士、民衆 |                 |          |                                                     | |

## あらすじ

### 背景
双子の兄弟であるアイギュプトスとダナユスは父親から与えられたそれぞれの領地を統治していたが、勢力を拡大したアイギュプトスが、メラムポデス（Melampodes）を制圧して、この地をエジプトと名付けた。さらに、自分の50人の息子たちの妻にダナユスの50人の娘たちを迎えさせるように強要した。これに立腹したダナユスは娘たちと共にアルゴスに退避した。すると、アイギュプトスの息子たちも船を用意し、娘たちたちの後を追った。追い詰められたダナユスはアイギュプトスの息子たちを全て殺害し、復讐を遂げることを思案して、彼らを暗殺する目的で婚礼を受け入れた。

### 第1幕
アルゴスの海岸

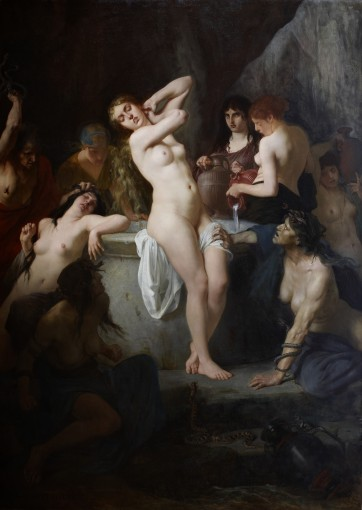
トニ・ロベール＝フルーリーによるダナイデス(1873年)

ダナユスは婚姻の神であるヒュメナイオスを恐れながらもあくまでも新郎たちを殺害するという揺るぎない決意を歌う。花婿の一人であるランセは婚儀による両家の和解を神々に誓う。合唱も加わって、ヒュメナイオスを讃える「天空から降りてきて、優しきヒュメナイオスよ！」（Descends ｄu ｃiel, douce Hyménée）。ランセはイペルムネストルへの愛を誓う。ランセにめあわされるイペルムネストルは困惑する。ダナユスは厄介の種になりそうな娘の恋心を感じとる。この幕では復讐に燃えるダナユスと若くさわやかなランセが対照的に描かれている。

### 第2幕
宮殿の地下
ダナユスは娘たちを宮殿の地下に集める。アイギュプトスによって自分が玉座を奪われた経緯を説明する。娘たちに各々の婚礼の場で、結婚相手を短剣で刺し殺すよう指示する。娘たちは渋々これを受けいれるが、イペルムネストルだけは納得せず、一族から人殺しを出してはいけないと父に抗議し〈アリア〉「あなたの娘が涙を流して」（Par les larmes dont votre fille）を歌う。しかし、ダナユスは聞く耳を持たずイペルムネストルに「お前は恋人のために、父親が葬られるのを見たいのか」と詰る。最後はイペルムネストルが苦しみに引き裂かれた女心を歌う絶唱で幕が閉じられる。

### 第3幕
婚礼の行われる宮殿の庭園
一転して軽快な音楽に乗って、庭園で婚礼の宴会が始まり、何も知らない花婿たちが嬉々として参列する。しかし、ランセと結婚することになっているイペルムネストルは迫り来る殺戮を思い、心は恐怖に凍りつく。ダナユスは心中穏やかではないイペルムネストルの様子を感じとり「秘密を洩らせばお前を殺す」と脅す。絶望したイペルムネストルはその場から走り去る。ランセは彼女の後を追おうとするが、ダナユスが引き留めて、ランセをなだめて安心させ、婚礼の祝宴を続けさせる。最後はパントマイムにより、結婚の神ヒュメナイオスが100人の男女を導く情景で幕を閉じる。

### 第4幕
宮殿の回廊

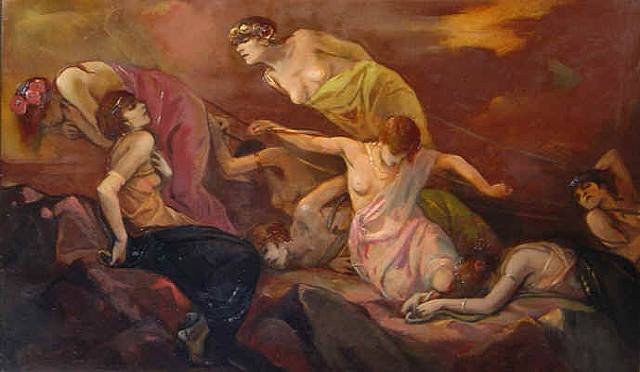
ヤン＝フランス・ド・ブファーによるダナオスの娘たち

イペルムネストルは父に自分にはランセを殺すことはできない、自分の命と引き換えにランセを助けて欲しいと必死に訴えるが、ダナユスは冷酷にも聞き入れようとしない。イペルムネストルはやむにやまれず自分の手で夫を逃がすことを決心する。イペルムネストルはランセと二人きりになると彼に宮殿から逃げるように促すが、ランセは彼女が自分と別れたがっているのかと誤解されてしまう。覚悟を決めたイペルムネストルは「私の力は尽きました」（Ma force m’abandonne）と歌い、彼に短剣を見せ、彼を殺さなければならないから、どうか逃げて欲しいと言う。すると、殺戮の合図が聞こえ、事の真相を理解したランセは弟たちの救出のため宮殿に向かう。一人残されたイペルムネストルは失神してしまう。

### 第5幕
宮殿内
死の匂いが漂う異様な雰囲気の中で、意識を取り戻したイペルムネストルはランセが殺されてしまったと思い込む。そして、絶望して、自分も死を望む。そこに、ダナユスが現れ、ランセの死体を差し出すよう求める。イペルムネストルは夫が生きていると確信して、狂喜する。そこへ、復讐を果たした49人の娘たちが髪を乱し、虎の皮をまとうなどバッカスの巫女の異様ななりで、手に手に血濡れた短刀をかざし、タンバリンを叩き、燃える松明を掲げてやって来る。そして、狂気と陶酔を伴った酒神バッカスを讃える大合唱となる。ダナユスは、当然ランセの遺体がないので怒り狂って、夫殺しを果たした娘たちにイペルムネストルを殺すよう命じる。すると、臣下の者がやって来て、ランセが謀反人や仲間を連れて復讐に戻って来ると伝えるダナユスはイペルムネストルを討とうとすると味方であったはずのペラギュスに打たれ、ランセはイペルムネストルを救う。すると、大地震が起き、宮殿が倒壊する。

#### 地獄の情景
舞台は地獄の場となる。業火の下で、ダナユスと娘たちが悪魔に責めさいなまれる姿が浮かび上がる。ダナオスはプロメテウスさながらに岩に鎖でつながれていて、禿鷹が彼の血まみれの内臓を捕食している。 グループに鎖でつながれたダナイデスの中には、悪魔に苦しめられ、蛇に食い尽くされるものもあれば、必死に叫び声を上げ、駆け巡るものもいる。皆は悪魔による永遠の拷問から逃れられず、娘たちの阿鼻叫喚で幕が下りる。

## 主な録音
| 年   | 配役 イペルムネストル ダナユス ランセ プランシップ ペラギュス                                                          | 指揮者 管弦楽団 合唱団                                                                                   | レーベル                                                                 |
| ---- | --- | --- | ------------------------------------------------------------------------ |
| 1983 | モンセラート・カバリエ ジャン＝フィリップ・ラフォン クリスター・ブラーディン マリア・トラブッコ アンドレア・マーティン | ジャンルイジ・ジェルメッティ ローマ・イタリア放送交響楽団 ローマRAI合唱団                                | CD: Dynamic EAN: 8007144604899                                           |
| 1990 | マーガレット・マーシャル ディミトリ・カヴラコス ラウール・ヒメネス クラリー・バーサ アンドレア・マーティン             | ジャンルイジ・ジェルメッティ シュトゥットガルト放送交響楽団 南ドイツ放送合唱団                           | CD: EMI EAN: 4988006658134                                               |
| 2006 | ソフィー・マラン＝ドゥゴール ハンス・クリストフ・ベゲマン クリストフ・ゲンツ キルシュテン・ブライゼ                    | ミヒャエル・ホフシュテッター ルートヴィヒスブルク城芸術祝祭管弦楽団 ルートヴィヒスブルク城芸術祝祭合唱団 | CD: Oehms EAN: 0812864016826 ルートヴィヒスブルク音楽祭 でのライヴ録音。 |
| 2013 | ユディト・ファン・ワンロイ タシス・クリストヤニス フィリップ・タルボ カティア・ベレタス トーマ・ドリエ                 | クリストフ・ルセ レ・タラン・リリク ヴェルサイユ・バロック音楽センター合唱団                             | CD: Ediciones Singulares EAN: 9788460669494                              |